# L'Éducation de Marie Stuart à la cour de François II
L’Éducation de Marie Stuart à la cour de François II est un tableau peint par Gillot Saint-Evre en 1836. 

## Historique
Le tableau est présenté au Salon de Paris en 1839.
En 2014, il est prêté au Musée des beaux-arts de Lyon dans le cadre de l'exposition L'invention du Passé. Histoires de cœur et d'épée 1802-1850.